# Aldo Bulzoni
Aldo Bulzoni (Palermo, 25 agosto 1942) è un politico italiano.

## Biografia
Insegnante di fisica negli istituti superiori, cattolico, fu per anni presidente diocesano di Azione Cattolica a Caserta.
Fu candidato alle amministrative del 1993 come indipendente, alla guida di una coalizione di centro-sinistra con il supporto dei cattolici, e venne eletto sindaco di Caserta, il primo per elezione diretta da parte dei cittadini e primo sindaco "progressista" dopo anni di giunte democristiane. Conclude il proprio mandato nell'autunno del 1997.